# Kokuchūkai

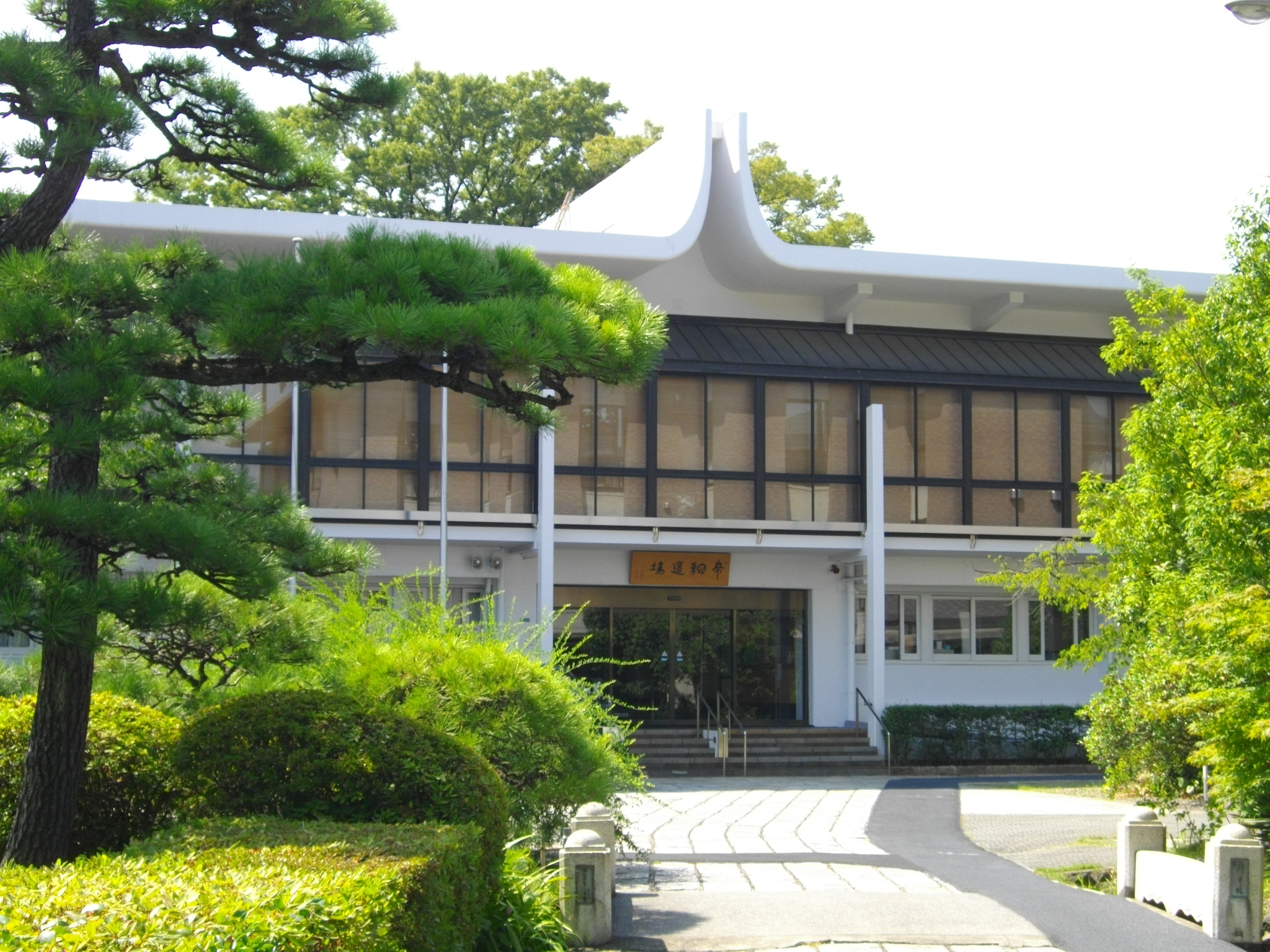
Zentrale der Kokuchūkai

Die Kokuchūkai (jap. 国柱会, dt. „Gesellschaft zur Stütze der Nation“) ist eine auf dem Nichiren-Buddhismus basierende Laienorganisation, die im Jahr 1914 durch Tanaka Chigaku gegründet wurde.

## Geschichte
Die Kokuchūkai ist die Nachfolgeorganisation der ebenfalls durch Tanaka Chigaku 1881 gegründeten Rengekai (蓮華会, „Gesellschaft der Lotosblüte“) und der zwischen 1884 und 1885 gegründeten Risshō Ankokukai (立正安国会).
Auch wenn sie mit einer maximalen Anzahl von offiziell 7.000 Anhängern im Jahr 1924 und 23.000 im Jahr 1950 eher von marginaler Bedeutung ist, so ist sie unter der Berücksichtigung des Kokutai ein Beispiel für die nationalistisch geprägte Auslegung (Nichirenismus) des Nichiren-Buddhismus. Zudem gilt die Kokuchūkai als eine der ersten Laienorganisationen des Nichiren-Buddhismus, die mit einem massiven Einsatz von Printmedien und dem Shakubuku die Verbreitung ihres Gedankengutes vorantrieb.

## Bibliographie
- Kishio Satomi, Ein neues Licht aus Osten: Der Nitschirenismus. Übers. Käthe Franke. Berlin: Schmitz & Bukofzer 1924
- Louis Marchand, „Mystique du panjaponisme: Un «Mein Kampf» nippon“. In: Annales: Économies, Sociétés, Civilisations. 1. Jahrgang, Nr. 3, 1946, S. 235–246 (französisch)
- Tanaka Chigaku: What is Nippon Kokutai? Introduction to Nipponese National Principles. Tokyo: Shishio Bunka 1935/36